# ソシオニクス
ソシオニクス/社会人格学（ロシア語: соционика、英語: socionics）とは、心の情報モデル（「モデルA」と呼ばれる）および個人間の関係性のモデルを特徴とする、心理学および社会学における情報処理と人格タイプに関する疑似科学的な理論である。カール・ユングのタイプ論とAntoni Kępińskiの情報代謝理論（information metabolism）を元に組み合わされ開発された。ソシオニクスはユングの性格類型論を修正したもので、4つの心理機能を使用するユングのモデルに対し、8つの心理機能を使用する。これらの機能はそれぞれ異なる水準の能力で情報を処理し、他者の対応する機能と相互に作用して、予測可能な反応と印象（タイプ間の関係性の理論）を生じさせるとされている。ソシオニクスでは、人間の精神は年齢に応じて変化するという一般的な科学的見解とは対照的に、生涯を通じて変化しない16の心理的タイプの存在を仮定している。性格のタイプの存在については、現代の科学では非常に議論の余地があると考えられている。

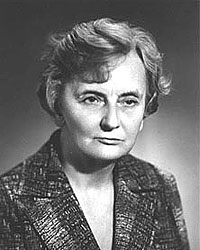
オゥグスティナヴィチュティエ、1964年

ソシオニクスは1970年代から1980年代にかけ、主としてリトアニアの研究者であり経済学者、社会学者、心理学者、ヴィリニュス教育大学（現・リトアニア教育大学）の家政科学科学部長であったオウシュラ・オゥグスティナヴィチュティエにより開発された。「ソシオニクス（socionics）」の名称は「社会（society）」に由来する。オゥグスティナヴィチュティエはそれぞれの人格タイプが社会において明確な存在意義を持ち、それをソシオニクスによって説明することができると考えていた。
ソシオニクスの中心的な考え方は、情報は直観的に8つのカテゴリに分けることができ、それは情報アスペクトまたは情報要素と呼ばれ、人の心理は8つの心理機能を用いて情報を処理するというものである。それぞれのソシオタイプは機能と情報要素の間に異なる対応関係を持つため、情報の認知、処理、生成の方法が異なっている。これにより思考パターンや価値観、主張への反応が違ったものとなり、それら全てがソシオニクスのタイプに含まれる。ソシオニクスの関係性の理論は、これらタイプ間の機能の相互作用に基づいている。
独立した著者たちは、ソシオニクスの基礎とそのさらなる発展の両方において、ソシオニクスに経験的な妥当性が不十分であること、また旧ソ連以外ではソシオニクスに関する研究が実際には行われていないことを指摘している。西洋では、「ソシオニクス」（ドイツ語: Sozionik）という言葉は、異なる意味で、分散型人工知能システムとその社会学への応用に関する学際的な研究分野を指す言葉として使われている。
1995年にソシオニクスはロシア自然科学アカデミー（ロシア科学アカデミーとは異なる）により認められ、創作者であるオウシュラ・オゥグスティナヴィチュティエは賞状と勲章を授与された。一方で、ロシア科学アカデミーの特別委員会（疑似科学委員会）は、ソシオニクスを占星術やホメオパシーといった有名な疑似科学の中に位置づけた。

## 歴史
ソシオニクスの基本構造は1960年代から1970年代にかけ、オウシュラ・オゥグスティナヴィチュティエによって、リトアニアのヴィリニュスで出会った愛好家のグループと共に確立された。
彼らの議論とオゥグスティナヴィチュティエの個人調査により、ユングの類型論に基づいた、しかしながら4つではなく8つの心理機能を持った精神と対人相互作用の情報モデルが生み出された。ソシオニクスに関するオゥグスティナヴィチュティエの最初の著作は1978年から1980年の間に出版された。

### MBTIとの関係
Betty Lou Leaver、Madeline EhrmanおよびBoris Shekhtmanによると、ソシオニクスはMBTIと同様にユングの理論から派生した16タイプの類型論である。
妥当性と有用性が不十分であるとして広く批判されているMBTIとは異なり、東西ヨーロッパならびに中央アジア、バルト諸国といったユーラシア全域で使用されているソシオニクスのモデルは、カール・ユングによって提案されたオリジナルの説明とタイプラベルに忠実であるように努めている。Betty Lou Leaverいわく、「今日のパーソナリティの概念は理論と研究を哲学と心理学を接合させた探求へ発展させたカール・ユングの研究から最も頻繁に発せられている。この探求の分野がソシオニクスと呼ばれている。」
Sergei MoshenkovとTung Tang Wingによると、「MBTIとソシオニクスは現代の姉妹科学であり、
カール・ユング博士により心理機能と呼ばれる精神的能力の優位性に従って、人間の性格タイプを分類および説明するものである。」
A. Shmelevはイザベル・ブリックス・マイヤーズとP. マイヤーズの著書「MBTI: type definition」の批評において、ロシア語のソシオニクス書籍の人気の高さに言及し、専門家グループによるタイプ分布に関する経験的および統計的データを含むMBTIの著作に対して、それらソシオニクスの著者が大衆である読み手の文芸的、芸術的な関連付けに訴えていると述べている。
S.A. Bogomazはソシオニクス類型論をポスト・ユング類型論の異説と見なし、類型学的特徴の量を拡大し、異なる動機、態度、気質、情報の認識、思考スタイルを持つ類型学的グループを形成する機会を提供するために、多くの基準において人々の間の相違の研究に関し、MBTIよりもより多くの観点があるとしている。タイプ間関係を研究するための前提条件の存在もまた重要である。MBTIでは、それは実質的に開発されていない。S.A. Bogomazは、オゥグスティナヴィチュティエによるタイプ間関係性の理論の構築は間違いなくユングの類型論の発達に貢献したと考えている。

### 現在の状況
現在、ソシオニクスのメソッドは学問や応用研究で広く利用されている。ロシア、ウクライナおよびその他の国における1996年から2011年までのDisserCatのカタログによると、経営、教育、心理学、人類学、医学、哲学、言語学、スポーツそして法律において、ソシオニクスのメソッドと分析ツールを使用した800以上の博士論文がディフェンドされている。
ソシオニクス研究機関の一つであるInternational Institute of Socionics(IIS)は1991年にウクライナのキエフにて設立され、経営、コンサルティング、心理学、教育学、教育、心理療法、人文科学における実地応用に関する4つの科学的査読付きジャーナルを発行している。IISは目的の一つとして、「ソシオニクスの知識の普及」を挙げている。

## ユングの心理学類型
カール・ユングは個人によって程度が異なるものの精神的に適用可能である四つの心理機能について説明した。
- 感覚 – 感覚器官によるあらゆる知覚。
- 直観 – 無意識からの知覚、または無意識の出来事の知覚。
- 思考（ソシオニクスでは「論理」） – 道理に基づく情報判断。
- 感情（ソシオニクスでは「倫理」） – 情緒に基づく情報判断。

これら四つのタイプに加えて、ユングは内向的と外向的の性格の対極性を定義した。この区別は人々がどのようにエネルギーを運用するかに基づいている。すなわち、内面にある主観的で心理的な世界（通常、ユングによりゼーレ、魂と呼ばれる）、もしくは、外界に向かう客観的で物理的な世界（自身の身体を含む）。
ユングの法則では、16種類の心理タイプが存在する。しかし彼の著書「タイプ論」では、8つの支配的な機能によって区別される8種類のみが詳細に記述された。ソシオニクスとMBTIに対し、ユングはタイプが二つの内向的機能と二つの外向的機能を持って成り立つとは結論付けなかった。代わりに彼は、外向的な性格タイプは支配的な外向性機能を持ち、必然的に発達が遅れる下位にある内向機能から中間にある補助機能へ至るまでの発達のレベルがより低い場合に、残りの機能が変化することを概説した。

## 理論

### 情報代謝の要素（Information metabolism elements）

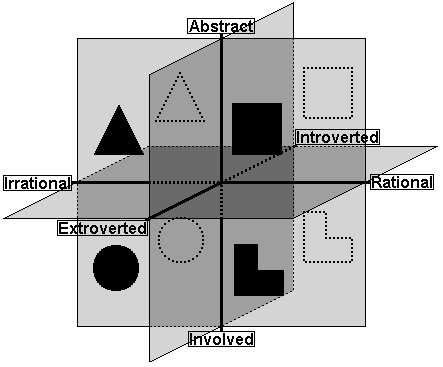

ソシオニクスにおいて、ユングの認知機能は常に、内向的（質の精製に焦点を当てる）あるいは外向的（量の増加に焦点を当てる）のいずれかであり、それらは情報代謝の要素（IM Elements）と呼ばれている。これらは情報のアスペクトを処理すると言われている。情報のアスペクトがどういうものであるか理解するためには、情報代謝理論の理解が不可欠となる。
オゥグスティナヴィチュティエは、人の精神は世界を知覚するために情報代謝の8つの要素（精神の機能）を使用し、8つの要素それぞれが客観的な現実の特定の一側面を反映する、と述べている。彼女は自身の著作において、可能性や運動エネルギー、空間、時間、そしてそれらの性質といった物理的な量に基づいて世界の側面を説明している。
ソシオニクスの8つのシンボル（）はオゥグスティナヴィチュティエによって導入された。これらのシンボルは、機能とそれらが処理する情報のアスペクトへの対応を意味する主要な手法とされている。対してインターネット上では文章主体の表記方法も使用されている。Victor Gulenkoの8つのラテン文字表記（Pragmatismの「P」、Emotionsの「E」、Forceの「F」、Ideasの「I」、Lawsの「L」、Relationの「R」、Sensesの「S」、Timeの「T」にそれぞれ対応する）やMBTI式の表記（Te、Fe、Se、Ne、Ti、Fi、Si、Ni）があり、後者は欧米で愛好されている。
| 要素       | 抽象的定義                                          | Gulenko表記         | シンボル | 説明 |
| ---------- | --------------------------------------------------- | ------------------- | -------- | --- |
| 外向的論理 | 物質の外面の動力学 （external dynamics of objects） | Pragmatism （実用） |          | Pragmatism (P)は、行動と技術的プロセスの効率、方法あるいはアプローチの慎重さ、そして実際的な仕組みの判断をする機能である。Pは事実に注目し、出来事に基づいて状況を評価し、可能な限り正確に情報を伝えようとして、淡々と事実に即したコミュニケーションを行う。この意味で、Emotionsの反対である。Pは機能性と収益性を向上させるために経験的観察を通じて知識を変更および追加し、どのように改善できるかという観点からシステムにアプローチする。この意味で、Lawsの逆である。                               |
| 外向的倫理 | 物質の内面の動力学 （internal dynamics of objects） | Emotions （感情）   |          | Emotions (E)は、感情表現と感情の状態の感染、メッセージやイメージの魅力、そして誰かとどのように感情的に作用しあうかの判断をする機能である。Eは情に注目し、人々がどう感じるかに基づいて状況を評価し、可能な限り確実に感情を伝えようとして、大げさに情熱的にコミュニケーションを行う。この意味で、EはPragmatismの反対である。Eは興奮と熱意を高めるために表現豊かな行動を通じて人々の感情を刺激し変化させ、人がどのように感じるかという観点から人々にアプローチする。この意味で、Relationsの逆である。 |
| 外向的感覚 | 物質の外面の静力学 （external statics of objects ） | Force （力）        |          | Force (F)は、物理的な物や現実世界で彼らが手にする領域の量、周囲の環境における何かしらの影響、他のものにもたらされる脅威を知覚する機能である。Fは行動に注目し、表面的で具体的な事実の迅速な評価を即座に決定し、直接的で厳しい決断に満ちたアプローチを行う。この意味で、Ideasの反対である。Fはより弱い敵を取り込んで、たとえ激しく争うことになろうとも状況を彼らに有利な方向へ推し進めようとし、対立する力の衝突という観点から現実にアプローチする。この意味で、Sensesの逆である。                   |
| 外向的直観 | 物質の内面の静力学 （internal statics of objects ） | Ideas （発想）      |          | Ideas (I)は、抽象的概念や彼らが保有できる可能性の量、あらゆる命題に対する複数の代替案、潜在能力を知覚する機能である。Iは推測に注目し、異なる可能性について考慮しようとし、異端的な考え方にチャンスを与え、気まぐれな方法で間接的かつ回りくどいアプローチを行う。この意味で、Forceの反対である。Iはあらゆる制限を避けて新しい扉を開き、次に好奇心が向いたならどこへでも放浪し、多様性の拡大という観点から可能なことにアプローチする。この意味で、Timeの逆である。                                   |
| 内向的論理 | 領域の外面の静力学 （external statics of fields）   | Laws （法則）       |          | Laws (L)は、論理や構造、分類化、秩序化、優先順位、論理的な分析、区別、論理的な解釈を理解する要因となる機能である。Lは情報を検証システムにどう適合するかによって解釈する。Lは特定の目的とは無関係に、とりわけ論理的な一貫性と、概念が意味と構造において互いにどのように関連するかを認識する。 |
| 内向的倫理 | 領域の内面の静力学 （internal statics of fields ）  | Relations （関係）  |          | Relations (R)は、品質や本質、人間関係の適切な距離を理解する要因となる機能である。主観的な判断を下し、人格の善良さを志す。Rは人々の本質と意思、ある人が他者に向ける感情、好き嫌いの態度を強く理解している。そしてこの情報に基づき、関係がいかに親密または疎遠かを認識している。 |
| 内向的感覚 | 領域の外面の動力学 （external dynamics of fields ） | Senses （感覚）     |          | Senses (S)は、快適さ、実用性、楽しみを重視し、調和と順応の感覚や自身の環境（とりわけ物理的な）、身体感覚を詳細に知覚する要因となる機能である。Sは人や物事の行動がその本質に対してどれほど合致しているかの程度、加えて、快適な行動や場所と不快なものの間の違いを理解する。 |
| 内向的直観 | 領域の内面の動力学 （internal dynamics of fields）  | Time （時間）       |          | Time (T)は、物事がどのように時間をかけて進行するかという想像力や、有意義なあるいは経験を超越した感覚、不可避な物事への理解の要因となる機能である。Tは過去にある原因が未来の結果へどのように通じ導かれるかを理解する。Tは長期的な動向や現在のあらゆる一つの瞬間にわたって生じる傾向を鋭く認識し、出来事を連続する流れの一部として見る。Tは未来の出来事の起こり得る結果を知覚し、過去との関連性に気付く。                                                                                            |

### 16タイプ
ソシオニクスは人々をソシオタイプと呼ばれる16の異なるタイプに分類する。それらは最も一般的には、ソシオニクスでは「先導機能（ユングの主機能）」および「創造機能（ユングの補助機能）」と呼ばれる二つの最も強力な機能によって言及される。創造機能は先導機能とは外向性と合理性が反対になる。例として、主機能が内向的思考（合理的で内向的な機能）であった場合、補助となる機能は非合理的かつ外向的でなければならず、つまり外向的感覚もしくは外向的直観のいずれかでなければならない。この原則はソシオニクスの元となったユングの類型論に準拠するものである。
オゥグスティナヴィチュティエは、通常、「sensory（感覚）-logical（論理） introvert（内向）」（SLI）といった名前を使用してタイプに言及していた。SLIでは先導機能は内向的感覚であり、創造機能は外向的論理である。彼女はまた、そのタイプの著名人の名前によってタイプに言及する慣例を導入した（ただしこれらの人々のタイプは普遍的に合意されたものではない。SEEを表す古い名前Napoleonは不正確なタイプ割り当てであると見なされたのちCaesarに置き換えられた）。例として、彼女はSLIをGabin、SEIをDumasと呼んだ。また、「職人」や「仲介者」といった名前が、そのタイプの社会的役割を表すために使用されることもある。これはソシオニクス研究者であるViktor Gulenkoによって1995年に導入された慣例である。
ソシオニクスとマイヤーズ・ブリッグス・タイプ・インディケーターの形式的な相似性を踏まえて、英語圏では4文字の略称が頻繁に使用されている。その人々は最後の一文字（JあるいはP）を小文字で書く（例えばENTpやESFjのように）ことでMBTIタイプの名前からソシオニクスタイプの名前を区別することを好んでいる。この慣例はSergei Ganinによって導入された。これはソシオニクスとMBTIおよびKeirseyan typesの関係が物議をかもしているためである。
ソシオニクスとMBTIのJとPは完全に異なるものである。MBTIにおいて、JとPは最初の外向的機能を意味する（J-外向的思考あるいは感情、P-外向的感覚あるいは直観）。ソシオニクスにおいて、JとPは最初の機能を意味する（J-合理（論理と倫理）、P-非合理（感覚と直観））。この形式上の変換は マイヤーズ・ブリッグス・タイプ・インディケーターに従って実行される。
四つのユングの二分法によって社会性を分割すると、16のソシオニクスタイプが形成される。以下の表にソシオニクスで最も一般的に使用される名前のタイプのリストを提示する。
| 4文字表記 （ソシオニクス） | 4機能 （ユング） | モデルA                 | 2機能 （ソシオニクス） | 正式な名称              | タイプの通称        | 社会的役割                                    |
| -------------------------- | ---------------- | ----------------------- | ---------------------- | ----------------------- | ------------------- | --------------------------------------------- |
| ESTj                       |                  | P1 S2 E3 T4 R5 I6 L7 F8 |                        | LSE（論理・感覚・外向） | Stierlitz           | 管理者（Administrator）/ 指揮者（Director）   |
| ENTj                       |                  | P1 T2 E3 S4 R5 F6 L7 I8 |                        | LIE（論理・直観・外向） | Jack London         | 企業家（Enterpriser）/ 開拓者（Pioneer）      |
| ESFj                       |                  | E1 S2 P3 T4 L5 I6 R7 F8 |                        | ESE（倫理・感覚・外向） | Hugo                | 美食家（Bonvivant）/ 熱狂者（Enthusiast）     |
| ENFj                       |                  | E1 T2 P3 S4 L5 F6 R7 I8 |                        | EIE（倫理・直観・外向） | Hamlet              | 指導者（Mentor）/ 役者（Actor）               |
| ESTp                       |                  | F1 L2 I3 R4 T5 E6 S7 P8 |                        | SLE（感覚・論理・外向） | Zhukov              | 兵士（Legionnaire）/ 征服者（Conqueror）      |
| ESFp                       |                  | F1 R2 I3 L4 T5 P6 S7 E8 |                        | SEE（感覚・倫理・外向） | Caesar （Napoleon） | 政治家（Politician）/ 大使（Ambassador）      |
| ENTp                       |                  | I1 L2 F3 R4 S5 E6 T7 P8 |                        | ILE（直観・論理・外向） | Don Quixote         | 探究者（Seeker）/ 発明家（Inventor）          |
| ENFp                       |                  | I1 R2 F3 L4 S5 P6 T7 E8 |                        | IEE（直観・倫理・外向） | Huxley              | 心理学者（Psychologist）/ 記者（Reporter）    |
| ISTp                       |                  | S1 P2 T3 E4 I5 R6 F7 L8 |                        | SLI（感覚・論理・内向） | Gabin               | 職人（Craftsman）/ 機械工（Mechanic）         |
| INTp                       |                  | T1 P2 S3 E4 F5 R6 I7 L8 |                        | ILI（直観・論理・内向） | Balzac              | 批評家（Critic）/ 立案者（Mastermind）        |
| ISFp                       |                  | S1 E2 T3 P4 I5 L6 F7 R8 |                        | SEI（感覚・倫理・内向） | Dumas               | 仲介者（Mediator）/ 調停者（Peacemaker）      |
| INFp                       |                  | T2 E2 S3 P4 F5 L6 I7 R8 |                        | IEI（直観・倫理・内向） | Yesenin             | 叙情詩人（Lyricist）/ 空想家（Romantic）      |
| ISTj                       |                  | L1 F2 R3 I4 E5 T6 P7 S8 |                        | LSI（論理・感覚・内向） | Maxim Gorky         | 検査官（Inspector）/ 現実主義者（Pragmatist） |
| ISFj                       |                  | R1 F2 L3 I4 P5 T6 E7 S8 |                        | ESI（倫理・感覚・内向） | Dreiser             | 守護者（Guardian）/ 管理者（Conservator）     |
| INTj                       |                  | L1 I2 R3 F4 E5 S6 P7 T8 |                        | LII（論理・直観・内向） | Robespierre         | 分析者（Analyst）/ 科学者（Scientist）        |
| INFj                       |                  | R1 I2 L3 F4 P5 S6 E7 T8 |                        | EII（倫理・直観・内向） | Dostoyevsky         | 人文主義者（Humanist）/ 共感者（Empath）      |

ソシオニクスの基本原理には、性格タイプが先天的なものであり遺伝的に決定されているとする考えは含まれておらず、ソシオニクスの開発者であるオゥグスティナヴィチュティエによってもその考えは否定されている。しかしながら、Dmitriy Lytovのアンケート調査によると、ソシオニクスタイプが先天性のものであるとする見解がより多くのソシオニクス研究者の間で支持されている。
一部のソシオニクス研究者 は、変性意識状態や大きなストレスを抱えている状態において、ソシオニクスタイプが一次的に変化する可能性があると信じている。

### モデルA
オゥグスティナヴィチュティエはモデルAと呼ばれる人格のモデルを開発した。モデルAとは8つの心理機能の位置構造の理論である。全ての人間が8つの心理機能全てを持ち、それによってあらゆる情報を認識し処理しているが、機能の実際のはたらきや特性はそれぞれの機能の強弱や重視される順番によって異なるとされ、モデルAはその順序・位置関係を定義する。
以下の図表はモデルAにおける機能の位置の例である（機能の数字はViktor Gulenkoの表記法）。機能の番号付けは半任意のもので、一方では機能の1から4（いわゆる「メンタル」トラック）までの情報の滑らかな流れ、そして他の4機能（いわゆる「バイタル」トラック）によるその流れのミラーリングを表すことを目的とする。
例として、ILEタイプはモデルAにおいて以下のように表現される。
| (I) | (L) |
| (R) | (F) |
| (E) | (S) |
| (T) | (P) |
| --- | --- |

| 1 | 2 |
| 4 | 3 |
| 6 | 5 |
| 7 | 8 |
| - | - |

#### 機能の位置の性質
- 第1機能 – 先導（leading）機能、あるいは計画機能、主要機能、基本機能、支配する機能。これは最も強く意識的な機能であり、最も活用される心理機能である。人の人生観や役割は主にこの機能の性質によって決定される。一般的にこの機能の使用には非常に自信があり、脅かされたとしても防御することができる。
- 第2機能 – 創造（creative）機能または補助機能は、先導機能に次ぐ影響力を持つ。これはその本質を達成するにあたって先導機能のはたらきを手助けする。一般的にこの機能の使用には先導機能ほどの自信はない。結果として、創造機能は個人が挑まれたり脅かされたりしたとき、または新しく複雑なタスクやデータを扱うときに、役に立たなくなることがある。
- 第3機能 – 役割（role）機能は、弱いが意識的な機能である。一般的に役割機能は使用が必要な分野では最低限適切であるようにはたらこうとし、社会適応の状況でそれを使用する（例えば、初対面の相手に自己紹介をする際に）。しかしながら、概して役割機能が制御または信用されることはほとんどなく、それに対する批判は過度なまでに認識される。役割機能に関する問題を克服するためには、他の誰かの強力な機能からの巧みな支援が必要とされる。
- 第4機能 – 脆弱（vulnerable）機能、もしくは 「最も抵抗の少ない場所（place of least resistance）」は、弱く意識的な機能であり、最も弱い心理機能である。この機能は全く使用できないものだと痛感され、強制されると否定的な反応をする。この機能に関する問題を克服するためには、他の誰かの強力な機能（望ましくは第8機能）からの巧みな支援が必要とされる。
- 第5機能 – 暗示（suggestive）機能、または双対を探求する（dual-seeking）機能は、弱く無意識的な、大きく不足した機能である。これがもたらす困難を克服するためには、この機能に自信を持つ人間からの支援が必要となる。自らの意思に任せたとき、暗示機能は見過ごされてしまう。
- 第6機能 – 動員（mobilizing）機能。これは弱く無意識的な、しばしばよく理解されない機能である。それにもかかわらず、この機能は行動に強力な影響力を及ぼす。この機能を理解するためには、自身を持ってこれを使用する人物からの支援を必要とする。多くの場合、個人はこの機能の使い方を全く知らないことにのみ気付く。
- 第7機能 – 監視（observant）機能、あるいは無視（ignoring）機能、制限（restricting）機能、個人的知識の機能。これは強力だが無意識的な機能である。一般的に人はこの機能をよく把握しているが、その使用を大幅に制限しようとする。主張が制限を必要とする場合、またはその本質にふけることが困難であるとき、この機能は無視される。同時にプライバシーや縄張りへの他人の介入、あるいはその他の望まない交流を制限するためにこの機能を使用する。
- 第8機能 – 実証（demonstrative）機能、または背景（background）機能。この機能は精神にとても深く根差しており、通常はその存在や使用を意識的に認識されない。先導機能と同程度に強力で、双対関係（関係性の項を参照）にある人物の弱点を守るために静かにはたらく傾向がある。

モデルAは正式なタイプ名称を規定する。ソシオニクスのタイプ名は、先導機能-創造機能-外向/内向によって成り立っている。例えば、ILEは先導機能にIntuitive（直観）、創造機能にLogical（論理）を持つExtroverted（外向）タイプである。ESIは先導機能にEthics（倫理）、創造機能にSensing（感覚）を持つIntroverted（内向）タイプである。

### 精神ブロック
オゥグスティナヴィチュティエによると、モデルAの機能ブロックは4つあり、ブロックはそれぞれ2つずつの心理機能によって構成される。すなわち、自我（ego）ブロック、超自我（super-ego）ブロック、イド（id）ブロック、超イド（super-id）ブロックの4つがある。自我ブロックには先導機能（1）と創造機能（2）が含まれ、 超自我ブロックには役割機能（3）と脆弱機能（4）、超イドブロックには暗示機能（5）と動員機能（6）、イドブロックには監視機能（7）と実証機能（8）がそれぞれ含まれる。
自我および超自我ブロック内の機能は意識的（または「メンタル」）機能、イドおよび超イドブロック内の機能は無意識的（または「バイタル」）機能と呼ばれる。自我およびイドブロックの機能は自然によく使用される強力な機能であり、超自我および超イドブロックは使用が難しい脆弱な機能である。
| 1 | 2 |
| 4 | 3 |
| 6 | 5 |
| 7 | 8 |
| - | - |

| 自我   |
| 超自我 |
| 超イド |
| イド   |
| ------ |

| 強い |
| 弱い |
| 弱い |
| 強い |
| ---- |

### タイプ間の関係性
ソシオニクスは異なった相互作用のスタイルという結果をもたらす、異なるタイプ間での情報伝達の方法を仮定する。各タイプ間関係はそれぞれ長所と短所を持つ。しかし一般的に、双対関係は関わり合いが長期にわたるにつれ心理的に最も快適な関係になると考えられている。各タイプごとに合計16の関係性の役割がある（要求関係と管理関係の分割を計上しない場合は14）。要求関係と管理関係を除く全ての関係には対称性がある。要求関係と管理関係は非対称で、要求関係は要求する側とされる側、管理関係は管理する側と管理される側の二つの役割がある。以下の表の各セルは、左列のタイプが上の行のタイプに対してどの関係性であるかを示している。
|     | ILE   | SEI   | ESE   | LII   | EIE   | LSI   | SLE   | IEI   | SEE   | ILI   | LIE   | ESI   | LSE   | EII   | IEE   | SLI   |
| --- | ----- | ----- | ----- | ----- | ----- | ----- | ----- | ----- | ----- | ----- | ----- | ----- | ----- | ----- | ----- | ----- |
| ILE | 同一  | 双対  | 活性  | 鏡像  | 要求+ | 管理+ | 協力  | 幻影  | 超自  | 消滅  | 疑似  | 衝突  | 要求- | 管理- | 共鳴  | 準双  |
| SEI | 双対  | 同一  | 鏡像  | 活性  | 管理+ | 要求+ | 幻影  | 協力  | 消滅  | 超自  | 衝突  | 疑似  | 管理- | 要求- | 準双  | 共鳴  |
| ESE | 活性  | 鏡像  | 同一  | 双対  | 共鳴  | 準双  | 要求- | 管理- | 疑似  | 衝突  | 超自  | 消滅  | 協力  | 幻影  | 要求+ | 管理+ |
| LII | 鏡像  | 活性  | 双対  | 同一  | 準双  | 共鳴  | 管理- | 要求- | 衝突  | 疑似  | 消滅  | 超自  | 幻影  | 協力  | 管理+ | 要求+ |
| EIE | 要求- | 管理- | 共鳴  | 準双  | 同一  | 双対  | 活性  | 鏡像  | 要求+ | 管理+ | 協力  | 幻影  | 超自  | 消滅  | 疑似  | 衝突  |
| LSI | 管理- | 要求- | 準双  | 共鳴  | 双対  | 同一  | 鏡像  | 活性  | 管理+ | 要求+ | 幻影  | 協力  | 消滅  | 超自  | 衝突  | 疑似  |
| SLE | 協力  | 幻影  | 要求+ | 管理+ | 活性  | 鏡像  | 同一  | 双対  | 共鳴  | 準双  | 要求- | 管理- | 疑似  | 衝突  | 超自  | 消滅  |
| IEI | 幻影  | 協力  | 管理+ | 要求+ | 鏡像  | 活性  | 双対  | 同一  | 準双  | 共鳴  | 管理- | 要求- | 衝突  | 疑似  | 消滅  | 超自  |
| SEE | 超自  | 消滅  | 疑似  | 衝突  | 要求- | 管理- | 共鳴  | 準双  | 同一  | 双対  | 活性  | 鏡像  | 要求+ | 管理+ | 協力  | 幻影  |
| ILI | 消滅  | 超自  | 衝突  | 疑似  | 管理- | 要求- | 準双  | 共鳴  | 双対  | 同一  | 鏡像  | 活性  | 管理+ | 要求+ | 幻影  | 協力  |
| LIE | 疑似  | 衝突  | 超自  | 消滅  | 協力  | 幻影  | 要求+ | 管理+ | 活性  | 鏡像  | 同一  | 双対  | 共鳴  | 準双  | 要求- | 管理- |
| ESI | 衝突  | 疑似  | 消滅  | 超自  | 幻影  | 協力  | 管理+ | 要求+ | 鏡像  | 活性  | 双対  | 同一  | 準双  | 共鳴  | 管理- | 要求- |
| LSE | 要求+ | 管理+ | 協力  | 幻影  | 超自  | 消滅  | 疑似  | 衝突  | 要求- | 管理- | 共鳴  | 準双  | 同一  | 双対  | 活性  | 鏡像  |
| EII | 管理+ | 要求+ | 幻影  | 協力  | 消滅  | 超自  | 衝突  | 疑似  | 管理- | 要求- | 準双  | 共鳴  | 双対  | 同一  | 鏡像  | 活性  |
| IEE | 共鳴  | 準双  | 要求- | 管理- | 疑似  | 衝突  | 超自  | 消滅  | 協力  | 幻影  | 要求+ | 管理+ | 活性  | 鏡像  | 同一  | 双対  |
| SLI | 準双  | 共鳴  | 管理- | 要求- | 衝突  | 疑似  | 消滅  | 超自  | 幻影  | 協力  | 管理+ | 要求+ | 鏡像  | 活性  | 双対  | 同一  |

Key: 双対 – 双対関係; 活性 – 活性化関係; 準双 – 準双対関係; 幻影 – 幻影関係; 鏡像 – 鏡像関係; 同一 – 同一関係; 協力 – 協力関係; 共鳴 – 共鳴関係; 疑似 – 疑似同一関係; 消滅 – 消滅関係; 超自 – 超自我関係; 衝突 – 衝突関係; 要求+ – 要求者; 要求- – 受容者; 管理+ – 管理者; 管理- – 被管理者

#### 双対関係（Duality）
双対関係はソシオニクスの基本概念である。この関係は相互の利益と紫煙によって特徴づけられ、
一般的に友情や親密な関係、結婚に最適であると見なされる（ただし、当然ながら人格のタイプのみがこれに影響を与える要因というわけではない）。8つの双対ペアは次のとおりである。
| LSE |  | — |  | EII |
| LIE |  | — |  | ESI |
| ESE |  | — |  | LII |
| EIE |  | — |  | LSI |
| SLE |  | — |  | IEI |
| SEE |  | — |  | ILI |
| ILE |  | — |  | SEI |
| IEE |  | — |  | SLI |

双対関係では、一方の先導機能（1）は他方の暗示機能（5）であり、一方の創造機能（2）は他方の動員機能（6）である。したがって、それぞれの自我ブロックの機能（強く、最も順応した機能）はもう一方の超イド機能（支援を必要とし期待する領域）に対応する。同様に、一方の超自我ブロックの機能は他方のイドブロックの機能に対応する。この関係では、４つのユングの二分法のうちの1つである、合理性/非合理性のみが共有されている。双対関係の相互作用は一般的に双方にとって価値があり満足できるもので、刺激や支援が提供される。
双対関係はソシオニクス研究の哲学において中心となるテーマである。Augustaはしばしば、双対関係のパートナーとの接触から疎遠になった人間は性格を不自然に歪めることで対処せざるを得なくなる、という彼女の見解を述べた。この現象は「タイプ・マスキング」と呼ばれる。対照的に、衝突するタイプとの関係はとりわけ厄介なものとして挙げられる。衝突関係の相手と密接な関係にある人が神経症の状態に陥ることは珍しいことではない。
双対関係のシステムを以下の図表で説明する。この図はILEとSEIの双対における心理機能の関係である。

#### 活性化関係（Activation）
活性化関係は、同じクアドラ内の外向性あるいは内向性を共有する二つのタイプ間に生じる。この関係性は超イド機能がどちらも他方の自我機能に存在するため、双対関係に似ている。しかしながら、この関係は双対関係ほど充足したものにはならない。それぞれの先導機能は他方の動員機能にあたる。活性化関係は両者が互いに魅力を感じるのであれば、しばしばロマンチックなものになる。この関係性は両者が外向/内向を共有するため、多くの場合とても簡単に親しくなれる。内向タイプの活性化関係は遠慮がちに見え、外向タイプの関係は極めて熱狂的であるように見られる。

#### 準双対関係（Semi-duality）
準双対関係は双対関係に似る。準双対関係は互いの暗示機能（5）を先導機能によってリードするが、互いの動員機能を支援できる心理機能を創造機能に持たないタイプ間に生じる。結果として、両者はしばしば関係性から双対の要素を知覚するが、他方が重点を誤っていると感じる。準双対関係は相手の暗示機能を支援することができるが、互いの精神の同じ領域（論理、倫理、感覚、直観）に対する信頼性が最も低くなる。準双対の関係は、付き合いが自然消滅するまでの期間においてはとても親密になり得る。この関係性はしばしば、共通の関心や友人をきっかけに始まり、再燃する。

#### 幻影関係（Mirage）
幻影関係は創造機能が他方の動員機能にあり、一方で暗示機能が他方の役割機能（3）にあるタイプ間に生じる。幻影関係はしばしばとても親密になり、論理、倫理、感覚、直観の好む傾向は共有されているため互いに効果的なコミュニケーションをとることができるので、関係を始めることは容易である。

#### 鏡像関係（Mirror）
鏡像関係は同じ自我機能を共有しているものの、一方の先導機能が他方の創造機能となり、重点を置く位置が異なっているタイプ間に生じる。鏡像関係は両者間の同様の行動、動機、そして相互理解によって特徴づけられる。意思疎通は通常、他方が今口頭で明らかにする必要がある思考手段を話そうとし続けているように見えるために、長い対話という結果をもたらす。
鏡像関係間で食い違いが起こる重要な原因は、先導機能の合理（論理か倫理）/非合理（感覚か直観）が異なっていることにある。外向的合理機能を先導機能に持つタイプ（ソシオニクスの4文字におけるEj）は内向的非合理機能を先導機能とするタイプ（Ip）の受動的で不安定な振る舞いが物事を成し遂げるにあたって深刻な障害となると判断し、一方でIpタイプはEjタイプの活動的で積極的な行動を偏執的で暑苦しいものととらえる。同様に、外向的非合理機能を先導機能に持つタイプ（Ep）は内向的合理機能を先導機能とするタイプ（Ij）を幾分か鈍感で退屈であると感じ、対してIjタイプはEpタイプを極めて気まぐれで衝動的だと見なす。

#### 同一関係（Identity）
同一関係は同じタイプ同士の二人の関係を表す。多くの場合、この関係の二人は状況や問題に対し同様の認識を持ち、同様の行動を起こす。一般的に互いの行動の背後にある動機を理解している。同一関係は相互理解、自己啓発、学習によって特徴づけられる。それぞれが他方のアイデアに関心を持ち、その価値を理解する。しかし場合によっては、情報の可能性に到達してしまうとそのような関係はすぐに消耗され退屈なものになり、概して彼らはそれ以上の意見交換を行うことがなくなるように見受けられる。

#### 協力関係（Cooperation）
協力関係は同じ創造機能を持つが先導機能が異なるタイプ間に生じる。その結果、両者はしばしば同様の活動を行ったり同じ関心分野を持ったりするが、多くの場合互いの内心の動機は理解していない。両者はたびたび非常に異なった意図で関連分野にアプローチし、チームとして働くにあたって対立を引き起こす。この関係はあからさまな討論や対立を避けることで、実務的で秩序だったものになる。

#### 共鳴関係（Congenerity）
共鳴関係（類似関係、比較関係ともいう）は同じ先導機能を持ち、異なる創造機能を持つ。
彼らはしばしば互いを面白い人物であると見なし、互いの動機を理解することができる。しかし、
他方にとって未熟または無関心な方法で交流する。多くの場合、長い対話を通じて意思疎通を行う鏡像関係に類似する。両者は同じ思考力のタイプを共有しコミュニケーションが容易であるため、関係を築きやすい。

#### 疑似同一関係（Quasi-identity）
疑似同一関係は相互の行き違いによって特徴づけられる。一方の先導機能、創造機能は他方の実証機能（8）、監視機能（7）となる。疑似同一関係は正反対の機能の並びを持っており、強力で自然に使用される自我ブロックとイドブロックに同じ心理機能を含んでいる。そのためしばしば同様の興味を持ち同様の活動に関与するが、互いの動機やアイデアを理解することはめったにない。.
疑似同一関係は往々にして彼ら自身を他方とは全く異なるものとして識別する。とはいえ、疑似同一関係の二人が互いの間に認識している差異は、多くの場合外部からの観察者には認識しがたいものである。同時に、疑似同一関係は反対側からの熟練した視線を持つため、新しいアイデアを評価しその弱点を見つけるにあたり最も生産的である。

#### 消滅関係（Extinguishment）
消滅関係は、精神の同じ領域に自信を持っているが各機能に異なる重点を置く（心理機能の外向/内向が全て反転している）タイプの間で生じる。この関係性は多くの場合同様のライフスタイルで構成されるが、思考プロセスが異なっている。両者は同様の興味と専門分野を持ち、互いにコミュニケーションすることにほとんど苦労しない。それでも、特定のアイデアやイベントについて非常に異なった結論に達した時は、誤解や対立が生じる。

#### 超自我関係（Super-ego）
超自我関係は自我機能が他方の超自我機能にあるタイプの間で生じる（一方の先導機能が他方の役割機能、創造機能が脆弱機能（4）にあたる）。超自我関係は一般に異なる価値観、不安、相互誤解によって特徴づけられる。
超自我関係にある両者はしばしば互いの類似性の無さに魅力もしくは恐れを感じる。超自我関係は相手の価値観が自身とは全く反対であることを常に認識している。多くの場合、外部の観察者からも同様に認識される。

#### 衝突関係（Conflict）
衝突関係は一方の先導機能が他方の脆弱機能に、創造機能が役割機能に相当する関係であり、その名の通り絶えずエスカレートする対立によって特徴づけられる。この関係性のタイプは最も異なった価値観を持っており、互いの動機やライフスタイルに関する何もかもをほとんど理解しない。一方が馬鹿げたものとして却下したことを他方が当然の真実であると考えるような場合が衝突関係には起こり得る。時には彼らは互いをあまり理解していないために対立そのものがよく把握されず、しかしそれは水面下に広がっているために、互いに果てしなく不利益をもたらす。
衝突関係は気質もまた反対であるので、互いの苛立ちの原因となる。両者は通常、互いを個人的にかなり興味深く、しかし非常に面倒なものとして捉える。

#### 要求関係（Request）
要求関係は恩恵（Benefit）関係とも呼ばれ、一方が他方に要求をする非対称な関係である。要求を受容する方の暗示機能は要求者の創造機能であり、その結果、受容者は往々にして要求者に関心を持つ。しかしながら、要求者の暗示機能は受容者の脆弱機能であるので、要求者は受容者をまるで興味を持てない人物と見なす。要求関係はしばしば要求者が去ることによって終了する。

#### 管理関係（Supervision）
管理関係は一方が他方を管理する非対称なものである。管理関係は、管理者の先導機能を被管理者の生活に差し込もうとする管理者の試みによって特徴づけられる。
管理者の創造機能は被管理者の先導機能であるため、多くの場合、管理者は被管理者を興味深い人物として認識し、相手のライフスタイルを理解する。それにもかかわらず、管理者の先導機能は被管理者の脆弱機能（批判に対して最も傷つきやすい機能）に位置するため、被管理者は往々にして防御的である。被管理者はしばしば管理者を邪悪の権化と認識する。一方で管理者は当惑し、なぜ被管理者が彼の公平で親切な支援に反応を示さないのかと驚嘆する。

### タイプのグループ

#### クアドラ
クアドラとは、同一、双対、活性化、鏡像の関係性のみが生じる4タイプからなるグループである。それぞれ、アルファ、ベータ、ガンマ、デルタと命名されている。
クアドラ内の全てのタイプは、自我および超イドブロック内、または超自我およびイドブロック内にそれぞれ同じ心理機能を持っている。例として、アルファクアドラの4タイプ、ILE、SEI、ESE、LIIは、いずれも自我および超イドブロック内に外向倫理（ ）、外向直観（ ）、内向論理（ ）、内向感覚（ ）の機能を持ち、超自我およびイドブロック内に外向論理（ ）、外向感覚（ ）、内向倫理（ ）、内向直観（ ）の機能を含む。
4つのクアドラを順に円状に配置すると、互いに向かい合う2つのクアドラは正反対のグループとなり、両クアドラのタイプ間には疑似同一、衝突、超自我、消滅の関係性のみが成立する。
| 1 アルファ                                  | 2 ベータ                                    | 3 ガンマ                                    | 4 デルタ                                    |
| ------------------------------------------- | ------------------------------------------- | ------------------------------------------- | ------------------------------------------- |
| ILE (ENTp) SEI (ISFp) ESE (ESFj) LII (INTj) | EIE (ENFj) LSI (ISTj) SLE (ESTp) IEI (INFp) | SEE (ESFp) ILI (INTp) LIE (ENTj) ESI (ISFj) | LSE (ESTj) EII (INFj) IEE (ENFp) SLI (ISTp) |

#### 気質
Viktor Gulenko'はソシオニクスには４つの気質が存在するとする仮説を立てた。
- 外向的合理的気質 (Ej)：外向的で合理的なタイプ、すなわち、ESE、EIE、LIE、LSEは、精力的で積極的な態度によって特徴づけられる。(四気質の黄胆汁質に類似する。)
- 内向的合理的気質 (Ij)：内向的で合理的なタイプ、すなわち、LII、LSI、ESI、EIIは、ゆったりとして几帳面な態度によって特徴づけられる。(四気質の粘液質に類似する。)
- 外向的非合理的気質 (Ep)：外向的で非合理的なタイプ、すなわち、ILE、SLE、SEE、IEEは、衝動的で気まぐれな態度によって特徴づけられる。(四気質の多血質に類似する。)
- 内向的非合理的気質 (Ip)：内向的で非合理的なタイプ、すなわち、SEI、IEI、ILI、SLIは、動機の欠如、惰性、気分と活力の不安定さによって特徴づけられる。(四気質の黒胆汁質に類似する。)

#### クラブ
クラブとは活動の領域を示すグループである。4つのクラブがあり、それぞれに4つのタイプを含む。
- 実用主義者/Pragmatists（ST）：ESTp（SLE）、ESTj（LSE）、ISTp（SLI）、ISTj（LSI）
- 研究者/Researchers（NT）：ENTp（ILE）、ENTj（LIE）、INTp（ILI）、INTj（LII）
- 社交家/Socials（SF）：ESFp（SEE）、ESFj（ESE）、ISFp（SEI）、ISFj（ESI）
- 人道主義者/Humanitarians（NF）：ENFp（IEE）、ENFj（EIE）、INFp（IEI）、INFj（EII）

### その他のモデル
ソシオニクスでは、モデルA以外にも複数のモデルが提唱されている。Aleksandr BukalovによるモデルB、Viktor TalanovによるモデルTなど。

### タイプの識別方法
ソシオニクスでは性格タイプを決定する際にいくつかの方法が使用される。. 
- 行動分析、対談（専用のアンケートも含む）、伝記
- 検査
- 非言語的行動による分析(模倣、ジェスチャー、緩やかな動き、等)

非言語的行動（「画像法」とも呼ばれる）はオゥグスティナヴィチュティエによって普及した特に人気のある方法だが、基本的な方法としてはめったに使用されず、補助として扱われる。この方式は、非言語的行動から得た印象の分析と、それらをタイプへ関連付けることに基づいている。しばしば、画像法は性格タイプを最初に仮定するために使用され、より信頼性の高い方法に対して試みられる。
タイプの特徴を普段の顔の表情や視線の一定性に結びつける考えも存在する。

## 批判
ソシオニクスについての科学界の意見は一様ではない。ソシオニクスの分析者および理論家は「個人、グループ、および社会全体の行動と活動様式の予測を可能とする科学と技術の融合」、「人間の適合性の法則を発見した科学」と見なしている。生理心理学者のSergey Bogomazはソシオニクスを、類型論の特徴がより多く含まれタイプ間関係の研究のための前提条件が定式化されていることによってMBTIより有望だとし、ポスト・ユングの類型学として考察した。彼はタイプ間関係の理論がオゥグスティナヴィチュティエによるユング心理学への貴重な貢献であると見なした。後の出版物で、Bogomazは心理学の研究にソシオニクスとユングの類型論を使用した。
哲学者であるL. M. Monastirsky は、観念的なカテゴリの使用をソシオニクスの最初の欠点と見なした。次いで、彼は明確に定義されたタイピング方法が欠如しており、各ソシオニクス学派が独自の方法を定義していると述べた。同時にMonastirskyは、ソシオニクスの可能性を認識し、科学の方法論の分野で研究を実施するためにソシオニクスタイプの概念を転換することを提案した。ソシオニクスの分野における重要な争点は、異なる分析者によるタイプ診断間の収束の問題である。Vladimir Ermakは、情報代謝のタイプのモデルAの無知はソシオニクスタイプの定義に膨大な誤りをもたらすと示した。 2000年代初頭、ソシオニクスの分析者らはタイプ診断のためのより厳格なアプローチを開発した。

## 参考資料
1. ↑  Sokol'chik, V. N. (2017). “Феномен паранауки и проблема демаркации знания в постнеклассической науке [The phenomenon of parascience and the problem of demarcation of knowledge in post-nonclassical science”]. Труды БГТУ. Сер. 6, История, философия [Proceedings of BSTU (Belarus) Ser.6, History, philosophy] 1 (107):  113–117.
2. 1 2  Sergeev, A. G. (2017). "Синекдоха отвечания, или Защита гомеопатическая [Synecdoche of Answering, or Homeopatic Defence]" (PDF). В защиту науки [In defense of science] (19): 90. Archived from the original (PDF) on 2019-11-24. Retrieved 2020-07-14. ...there are dozens of true pseudosciences, such as astrology and palmistry, ESP and parapsychology, cryptobiology and bioenergetics, bioresonance and iridology, creationism and telegonia, UFOlogy and paleoastronautics, eniology and dianetics, numerology and socionics...
3. ↑  Zhilina V. A.; Nevelev A. B.; Kamaletdinova A. Ya. (2017). “Философия, наука, лженаука и наукообразность [Philosophy, science, pseudoscience and sciolism”]. Вестник Челябинского государственного университета [Bulletin of the Chelyabinsk state University] (4 (400) Философские науки. Вып. 44):  89–94. "An example of pseudoscience is [ ... ] socionics (the idea of Lithuanian economist and psychologist A. Augustinavichiute about the existence of 16 sociotypes, which can be identified with well-known personalities)..."
4. ↑  Salpagarova L. A. (2019). “Самоопределение современной науки: проблема демаркации и ее социальный смысл [Self-determination of modern science: the problem of demarcation and its social meaning”]. Манускрипт 12 (8):  46–50. doi:10.30853/manuscript.2019.8.23. ISSN 2618-9690. "A special danger for culture is pseudoscience, which exists in the form of a wide variety of forms: from astrology to not so long ago appeared UFOlogy, "socionics", homeopathy, etc."
5. ↑  Podymov L. I. (2018). Псевдонаука. Разоблачение обмана и заблуждений [Pseudoscience. The Disclosure of Deception and Delusion]. p. 478. ISBN 978-5-17-100781-2. "There are also pure pseudosciences in the field of personal predictions that pretend to be serious theories. For example, socionics. Socionics is the concept of personality types and relationships between them. Based on Jung's teaching, socionics deduces the existence of 16 socionic types [...] we will refer socionics to the category of pseudoscience, because, having a science-like form, it positions itself as an effective concept, in addition it earns money from its unconfirmed ideas."
6. ↑  Volkov E. N. (2008). “Воздействие психолога: принципы выбора мировоззренческой позиции и профессионального поведения [Influence of a psychologist: principles of choosing a worldview position and professional behavior”]. Практическая психология в междисциплинарном аспекте: проблемы и перспективы. Материалы Первой Международной научно-практической конференции, 15-16 октября 2008 г., Днепропетровск [Practical psychology in an interdisciplinary aspect: problems and prospects. Materials of the First International scientific and practical conference, October 15–16, 2008, Dnepropetrovsk]. "These concepts and discoveries of the human sciences, oddly enough, are still largely ignored by one part of the practicing psychological community, while another, even more numerous, is exploited exclusively in the form of pseudo-scientific or semi-occult mythological methods (such as NLP, "positive thinking", socionics, etc...)"
7. ↑  E.Ivashechkina; G.Chedzhemov (2019). “Соционика: наука или псевдонаука? Основы соционики”. Тенденции развития науки и образования 49 (3):  46–50.
8. ↑  V.Ignatjev (2013). “Соционика -- псевдонаука в облике новейшей отрасли психологии”. Вестник Рязанского государственного университета им. С. А. Есенина. 2 (39).
9. ↑  T.Abashkina (2015). Формирование психологических терминов на основе прецедентной концептосферы. pp. 48–54
10. ↑  Аугустинавичюте А. (1996). Социон, или Основы соционики. Соционика, ментология и психология личности, 4–5.  (In Russian. Title can be translated as Augustinavichiute A. (1996). The Socion, or Socionics Basics.  Socionics, Mentology, and Personality Psychology, 4–5).
11. ↑  Fink G.; Mayrhofer W. (2009). “Cross-cultural competence and management – setting the stage”. European J. Cross-Cultural Competence and Management 1 (1).  オリジナルの2012-12-06時点におけるアーカイブ。.
12. ↑  Donnellan M. B.; Lucas R. E. (2008). “Age Differences in the Big Five Across the Life Span: Evidence from Two National Samples”. Psychology and Aging 23 (3):  558–566. doi:10.1037/a0012897. PMC 2562318. PMID 18808245.
13. 1 2  Gerlach M., Farb B., Revelle W., Nunes Amaral L. A. (2018). “A robust data-driven approach identifies four personality types across four large data sets”. Nature Human Behaviour 2 (2):  735–742. doi:10.1038/s41562-018-0419-z. PMID 31406291.
14. ↑  Никандров В. В. (2009). Психология: учебник.. 779. ISBN 978-5-466-00413-7
15. 1 2  “Socionics: Personality Types and Relationships”. 2008年5月9日閲覧。
16. ↑  Седых Р. (1994). Информационный психоанализ. Соционика как метапсихология. НПП Менатеп-Траст. ISBN 5-900449-02-5 (In Russian. Title can be translated as: Sedikh R. Informational psychoanalysis. Socionics as a metapsychology) Text is available online Bookap.info
17. 1 2  Blutner R.; Hochnadel E. (2010). “Two qubits for C.G. Jung's theory of personality”. Cognitive Systems Research 11 (3):  243–259.
18. ↑  Horwood J., Maw A. Theatre Teams Assembled Using Personality Profiles Can Improve Predicted Teamworking Scores // Bulletin of the Royal College of Surgeons of England. – 2012. – Vol. 94. – No 3. – Pp. 1–6
19. 1 2  Аугустинавичюте А. (1996). Социон, или Основы соционики. Соционика, ментология и психология личности, 4–5. (In Russian. Title can be translated as Augustinavichiute A. (1996). The Socion, or Socionics Basics. Socionics, Mentology, and Personality Psychology, 4–5)
20. ↑   Bukalov A.V. The potential of the individual and the mysteries of human relationships. – Moscow, International Institute of Socionics, PG "Black Squirrel", 2009, – 592 p. – ISBN 978-5-91827-004-2
21. ↑  A.Bulakov; O.Karpenko (2013). “Соционика как академическая научная дисциплина”. Соционика, ментология и психология личности (1–3):  1–26.
22. ↑  Müller, H. J.; Malsch, Th.; Schulz-Schaeffer, I. (1998). “SOCIONICS: Introduction and Potential”. Journal of Artificial Societies and Social Simulation 1 (3).
23. ↑  Fisher, K.; Florian, M.; Malsch, Th. (2005). Socionics: Scalability of Complex Social Systems. Berlin, Heidelberg, New York: Springer. pp. 313. ISBN 978-3-540-30707-5 Google Books
24. ↑  http://www.ihst.ru/~biosphere/03-1/discavery.htm
25. ↑  International Institute of Socionics. “Журналы Международного института соционики”. 2016年7月7日閲覧。"Российской Академией естественных наук (РАЕН) соционика признана открытием, а ее создатель – Аушра Аугустинавичюте – награждена дипломом об открытии и медалью им.П.Л.Капицы."
26. ↑  Socionics.us
27. ↑  Blutner R.; Hochnadel E. (2010). “Two qubits for C.G. Jung's theory of personality”. Cognitive Systems Research 11 (3):  243–259."Socionics was developed in the 1970s and 1980s mainly by the Lithuanian researcher Ausˇra Augustinavicˇiute. The name 'socionics' is derived from the word 'society, since Augustinavicˇiute believed that each personality type has a distinct purpose in society, which can be described and explained by socionics. The system of socionics is in several respects similar to the MBTI; however, whereas the latter is dominantly used in the USA and Western Europe, the former is mainly used in Russia and Eastern Europe. For more information, the reader is referred to the website of the International Institute of Socionics and to several scientific journals edited by this institution<http://socionic.info/en/esocjur.html#top>. Despite of several similarities there are also important differences. For instance, the MBTI is based on questionnaires with so-called forced-choice questions. Forced choice means that the individual has to choose only one of two possible answers to each question. Obviously, such tests are self-referential. That means they are based on judgments of persons about themselves. Socionics rejects the use of such questionnaires and is based on interviews and direct observation of certain aspects of human behavior instead. However, if personality tests are well constructed and their questions are answered properly, we expect results that often make sense. For that reason, we do not reject test questions principally, but we have to take into account their self-referential character. Another difference relates to the fact that socionics tries to understand Jung's intuitive system and to provide a deeper explanation for it, mainly in terms of informational metabolism (Kepinski & PZWL, 1972). Further, socionics is not so much a theory of personalities per se, but much more a theory of type relations providing an analysis of the relationships that arise as a consequence of the interaction of people with different personalities."
28. ↑  Pittenger, David J. (November 1993). “Measuring the MBTI...And Coming Up Short.” (PDF). Journal of Career Planning and Employment 54 (1):  48–52.
29. ↑  Burnett, Dean (2013年3月19日). “Nothing personal: The questionable Myers-Briggs test”. 2016年6月27日閲覧。
30. ↑  Google. “Socionics – Topic”. Google Search Trends. 2019年8月17日閲覧。
31. ↑  Betty Lou Leaver, Madeline Ehrman, Boris Shekhtman: Achieving Success in Second Language Acquisition. – Cambridge University Press, 2005. – 280 p. – ISBN 052154663X, 9780521546638. Authors: Betty Lou Leaver, Associate Dean and Chief Academic Officer for New York Institute of Technology at Jordan University for Science and Technology. Madeline Ehrman, Director of Research, Evaluation, Development at the Foreign Service Institute, US. Boris Shekhtman is Operational Director of the Coalition of Distinguished Language Centers, and President of the Specialized Language Training Center in Rockville, Maryland., МD.
32. ↑  Betty Lou Leaver Oxford, Rebecca TITLE Mentoring in Style: Using Style Information To Enhance Mentoring of Foreign Language Teachers.PUB DATE 2000-00-00 NOTE 35p.; In: Mentoring Foreign Language Teaching Assistants, Lecturers, and Adjunct Faculty. Issues in Language Program Direction: A Series in Annual Volumes;
33. ↑  Moshenkov, Sergei; Wing, Tung Tang (2010). MBTI and Socionics: Legacy of Dr. Carl Jung. CreateSpace. pp. 216. ISBN 978-1452835648
34. ↑  
Шмелев Александр Георгиевич. (2010).  (ロシア語)Вестник ЮУрГУ. Серия: Психология (27 (203)):  104–108. http://cyberleninka.ru/article/n/uzhe-ne-sotsionika-no-esche-ne-differentsialnaya-psihologiya.
35. ↑  Богомаз С. А. (2000) (ロシア語). Томск. p. 71. http://www.socioniko.net/ru/articles/bogomaz-brochure2000.pdf
36. ↑  DisserCat DisserCat
37. ↑  http://socionic.info/list/socbest.html
38. ↑  http://publishing.socionic.info/index.php/socionics/article/view/326
39. ↑  https://www.researchgate.net/publication/268151113_Socionics_as_an_academic_scientific_discipline
40. ↑  http://socionic.info/en/esocint.html#top
41. ↑  http://socionic.info/index.html
42. ↑  International Institute of Socionics. “Socionics – Journals, issued by International Institute of Socionics”.   Socionic.info. 2015年12月15日閲覧。
43. ↑  International Institute of Socionics. “IIS main activities – International Institute of Socionics”.   Socionic.info. 2016年7月7日閲覧。
44. ↑  Jung, Carl G., Psychological Types (The Collected Works of Carl G. Jung, Vol.6), 1976 (1921), ISBN 0-691-01813-8 The chapter X, General description of types contains descriptions of basic psychological functions and 8 major psychological types.
45. ↑  "As a consequence of this one-sided development, one or more functions are necessarily retarded. These functions may properly be called inferior ..." (Jung, [1921] 1971:Def. Inferior Function, par. 763).
46. ↑  Аугустинавичюте А. (1995). Комментарий к типологии Юнга и введение в информационный метаболизм.  Юнг и введение в информационный метаболизм.  （ロシア語）.  Title can be translated as Augustinavichiute A. (1995) A Commentary on Jung's Typology and an Introduction to the Information Metabolism.  Socionics, Mentology, and Personality Psychology, 2.
47. ↑  Аугустинавичюте А.  Дуальная природа человека (1978).  (（ロシア語）. Title can be translated as: Augustinavichiute A. The Dual Nature of Man (1978)).
48. ↑  Aaron, J.O.. Shorthand Notation for Model A, (2016)
49. ↑  Butt, Joe (2011年). “Functional Analysis of Psychological Types”. TypeLogic. 2019年8月16日閲覧。
50. ↑  C.G. ユング 著、林 道義 訳『タイプ論』みすず書房、1987年。ISBN 978-4622021971。
51. ↑  Socionics.kiev.ua Archived April 30, 2009, at the Wayback Machine., "Methodology"
52. ↑  socionics.com, "Things to consider about MBTI® theory (Part 1)"
53. ↑  “Соционика в Днепропетровском клубе соционики и социальных технологий » Существует ли признак "статика-динамика"?”.   Socio.dp.ua. 2016年2月21日時点のオリジナルよりアーカイブ。2015年12月15日閲覧。
54. ↑  , Модель Юнга. (（ロシア語）, Jung's Model)
55. ↑  socioniko.net, Портрет современного соционика:
результаты опроса наших читателей
56. ↑  Аугустинавичюте Аушра Bookz.ru, Теория функций. Функционика （ロシア語） The title can be translated as Function theory. Functionics.
57. 1 2  socioniko.net, Модель А
(модель информационного обмена)
58. ↑  Гуленко В. (2003). Менеджмент слаженной команды. Соционика для руководителей. Астрель (（ロシア語）. Title can be translated as: Gulenko V. Management of well co-ordinated team. Socionics for managers.) Text is available online
59. ↑  Boukalov, A. V. (2004). 16-component model of TIM and Socionics. Socionics, Mentology, and Personality Psychology, 3.
60. ↑  Таланов В.Л.. “Краткое изложение модели "Т": физиологической модели информационного метаболизма в психике человека”. 2016年7月8日閲覧。Модель «Т» впервые обнародована в научном докладе В.Л.Таланова 18, 20 и 22 сентября 2006 года в Киеве на XXII Международной конференции по соционике (в программе конференции доклад был озаглавлен «Содержательное наполнение и физиологическая интерпретация соционических признаков «конструктивисты-эмотивисты», «тактики-стратеги», «уступчивые-упрямые» и «беспечные-предусмотрительные», но по содержанию вышел за рамки названия). В журнал «Соционика, ментология и психология личности» в октябре 2006г. был отправлен цикл статей автора с подробным изложением, разбором и экспериментальным обоснованием новой предлагаемой соционической модели.
61. ↑  Socionics.com
62. ↑  Socionics.us
63. ↑  “Socionics as a science”. International Institute of Socionics. 2018年6月16日閲覧。
64. 1 2  Bogomaz, Sergey (2000). Psychological types of C. Jung. Psychophysiological types and intertype relationships. Methodical aid (in Russian). Tomsk
65. ↑  Dmitrijeva E.N., Bogomaz S.A. Typological Features of Frustrational Reactions of the Freshmen//Siberian Psychological Journal, 2000, №12, p. 89-91
66. ↑  Buravleva Natalia A.1, Bogomahz Sergey A. Specificity of school adaptation of primary school pupils, belonging to different psychotypes//Siberian Psychological Journal, 2003, №18, p. 48-51
67. ↑  Bogomaz Sergey A., Karakulova Olga V.  Typological differences in communicative potential// Vestnik Tomsk State University. 2011. №347, p. 126-130
68. 1 2  Monastirsky, L. M. (2015). “The Place and Role of Pseudo-Science in the Formation of Modern World Views (in Russian)”. Successes of contemporary natural sciences (1–3):  506–510.
69. ↑  “The collapse of the illusion of socionics? No – the type! (in Russian)”. socionicasys.org. 2018年5月18日閲覧。
70. ↑  “The accuracy of the diagnosis of TIM. Comparison of the two approaches”. socionicasys.org. 2018年5月18日閲覧。